# Vandellia kiangsiensis
Vandellia kiangsiensis är en tvåhjärtbladig växtart som först beskrevs av Pu Chiu Tsoong, och fick sitt nu gällande namn av Fischer, Schäferhoff och Müller. Vandellia kiangsiensis ingår i släktet Vandellia och familjen Linderniaceae. Inga underarter finns listade i Catalogue of Life.